# Éthylène-propylène
Pour les articles homonymes, voir EPR.
Les copolymères éthylène-propylène (EP, EPM ou EPR, en anglais ethylene propylene rubber) sont des élastomères spéciaux, introduits sur le marché en 1960. Ces polyoléfines amorphes sont obtenues en copolymérisant dans des proportions variables l’éthylène et le propène (elles contiennent de 15 à 40 % de motifs propène).
À la différence des EPDM, ces copolymères sont saturés et donc difficilement vulcanisables au soufre. Leur réticulation nécessite des teneurs élevées en peroxydes (4 à 11 pce, comme pour le cas des EPDM). Des coactivateurs (coagents) très actifs sont employés. La température de vulcanisation se situe entre 150 et 180 °C. La réticulation peut aussi être réalisée par irradiation par un faisceau d'électrons.
Ce copolymère élastomère montre, comme l'EPDM, une résistance à l'oxydation et une inertie chimique élevées.
La température maximale en usage continu est de 150 °C.
Peu coûteux, l'éthylène-propylène est employé dans tous les domaines de l'industrie des caoutchoucs (exemple : isolants pour câbles électriques). Il représente un faible volume de la production de caoutchouc.

## Note
1. ↑  ISO 1629:2013(fr) Caoutchouc et latex — Nomenclature
2. ↑  Des matériaux exempts de soufre sont nécessaires pour éviter la corrosion du conducteur en cuivre.